# Dąbrowa (powiat słupecki)
Dąbrowa – wieś w Polsce położona w województwie wielkopolskim, w powiecie słupeckim, w gminie Lądek.
W latach 1975–1998 miejscowość należała administracyjnie do województwa konińskiego.